# افنر (ایلینوی)
افنر (به انگلیسی: Effner) یک منطقهٔ مسکونی در ایالات متحده آمریکا است که در شهرستان نیوتون، ایندیانا واقع شده‌است. افنر ۲۰۷ متر بالاتر از سطح دریا واقع شده‌است.